# エリヤス・エンバレク
エリヤス・エンバレク（Elyas M'Barek、1982年5月29日 - ）は、ドイツで活動する俳優。チュニジア系の父親とオーストリア人の母親を持つオーストリア人俳優だが、ドイツを活動の拠点としている。チュニジア系の名字「M'Barek」は、ドイツにおいては「エンバレク」と発音されているが、日本ではムバレクと表記されることもある。

## 来歴
1982年5月29日、チュニジア系の父親とオーストリア人の母親の元、西ドイツのミュンヘンで生まれる。弟のヨーゼフ・エンバレクは映画プロデューサーで、映画俳優としての出演歴もある。カトリック系の寄宿学校に通い、そこで高校卒業資格（アビトゥーア）を取得している。

## キャリア
映画デビューは、ギムナジウム時代に出演したデニス・ガンゼル監督の『過激GIRLS☆GIRLS』（2001年）。2006年から2008年にかけて放映された、人気テレビシリーズ"Türkisch für Anfänger"に、トルコ系ドイツ人青年ジェム・オズテュルク役で出演し、一躍人気を獲得する。同シリーズは2012年に映画化されている。2013年に公開された映画『くたばれゲーテ』に主演。ドイツ映画としては異例の大ヒットを記録し、その年最大の興行成績をあげた。2015年には続編が公開されている。
2014年、沖縄国際映画祭のため来日。

## 主な出演作品
- 2001年 過激GIRLS☆GIRLS Mädchen, Mädchen
- 2002年 Epsteins Nacht
- 2006年 Wholetrain
- 2008年 THE WAVE ウェイヴ Die Welle
- 2009年 Männerherzen
- 2009年 Zweiohrküken
- 2010年 Teufelskicker
- 2010年 Zeiten ändern dich
- 2011年 What a Man
- 2011年 Wickie auf großer Fahrt
- 2012年 Offroad
- 2012年 Türkisch für Anfänger
- 2012年 Fünf Freunde
- 2012年 Heiter bis wolkig
- 2013年 シャドウハンター The Mortal Instruments: City Of Bones
- 2013年 ゲーテなんてクソくらえ Fack ju Göhte ※2014年3月開催の第六回沖縄国際映画祭と同年11月開催のドイツ映画特集2014にて上映[3]
- 2013年 千年医師物語〜ペルシアの彼方へ〜 Der Medicus
- 2014年 ピエロがお前を嘲笑う Who Am I – Kein System ist sicher
- 2014年 Männerhort
- 2015年 Traumfrauen
- 2015年 Fack ju Göhte 2
- 2016年 はじめてのおもてなし Willkommen bei den Hartmanns
- 2017年 Fack ju Göhte 3
- 2017年 Dieses bescheuerte Herz
- 2019年 コリーニ事件 Der Fall Collini
- 2020年 人生はあるがままに Was wir wollten ※Netflix配信